# Dequeísmo
En espagnol, le dequeísmo est l'usage incorrect selon la norme grammaticale de la préposition « de » devant la conjonction « que » dans certaines constructions.

## Exemples
| Dequeísmo                                      | Espagnol standard                           | Traduction littérale                                   |
| ---------------------------------------------- | ------------------------------------------- | ------------------------------------------------------ |
| Me ha dicho de que vendría mañana por la tarde | Me ha dicho que vendría mañana por la tarde | Il m'a dit (de) qu'il viendrait demain après-midi      |
| Pensó de que la tierra era redonda             | Pensó que la tierra era redonda             | Il pensa (de) que la Terre était ronde.                |
| Creían de que las elecciones estaban amañadas  | Creían que las elecciones estaban amañadas  | Ils croyaient (de) que les élections étaient truquées. |

## Analyse
Selon la grammaire traditionnelle, le dequeísmo a été interprété comme une anacoluthe résultant du croisement de deux structures syntaxiques, les compléments d'objet direct et second :
- « Pensó que no era lo correcto » (standard)
- « Pensó ("de eso") que no era lo correcto » (« il pensa ["de cela"] que ce n’était pas correct ») = « Pensó de que no era lo correcto » (dequeísmo)

Le queísmo ou antidequeísmo est le phénomène contraire : l'omission non normative de la préposition « de » dans une construction subordonnée. Le dequeísmo peut être conçu comme un phénomène d'hypercorrection de celui-ci. Certains verbes ont une construction hésitante, avec ou sans « de », avec parfois de subtiles différences sémantiques : (« Le advierto que… » / « le advierto de que… »).